# South Norwood Country Park

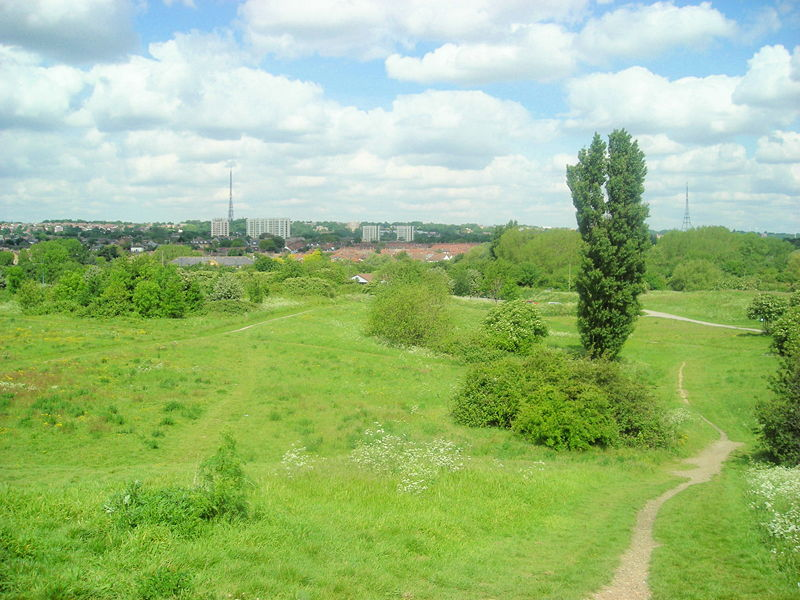
En del av South Norwood Country Park

South Norwood Country Park är en park i South Norwood, nära Elmers End stationen i Croydon, södra London, England. Det är ett 47 hektar stort naturområde som öppnade 1989. Parken har en blandning av natur och park och mark som tidigare användes för avloppsanläggningar, till Londons växande befolkning. 
Det finns också ett motorområde i parken. Ibland anordnas likt fester i parken vilket kan inkludera ansiktsmålning, pole-svarv demonstration, guidade vandringar, förfriskningar och en kägelbana. Det finns också en ankdamm lik den i South Norwoodsjön.  

## Historia
Den plats som nu kallas South Norwood Country Park har genomgått många förändringar under sin långa och brokiga historia, från tiden i Great North Wood till gamla hus omges av en vallgrav, rening av avloppsvatten, jordbruk, krigsåren, bas för civilförsvaret, kolonilotter, ödemark, motorvägar, stor soptipp och nu Country Park.

## Sport
På den ena sidan av parken ligger Croydon Sports Arena, hemmaarena för den hemmaklubben Croydon F.C.. 
South Norwood Country Park är populär bland cyklister och marken passar mycket bra för cykling. 